# 沢辺駅
沢辺駅（さわべえき）は、宮城県栗原市金成沢辺木戸口にあったくりはら田園鉄道くりはら田園鉄道線の駅。2007年（平成19年）、路線の廃止に伴い廃駅となった。

## 概要

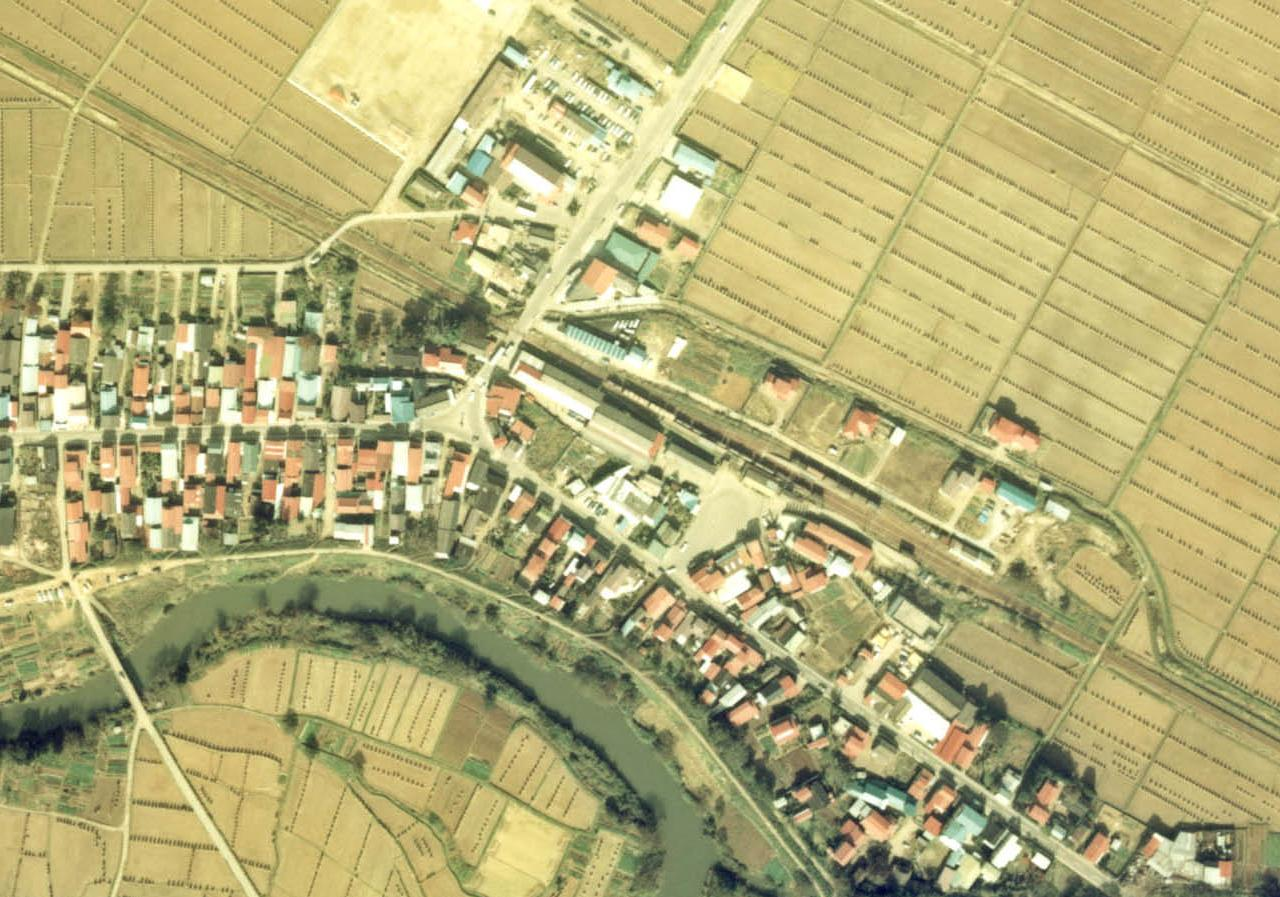
沢辺駅付近空中写真(1974年撮影 国土画像情報カラー空中写真(国土交通省)より)

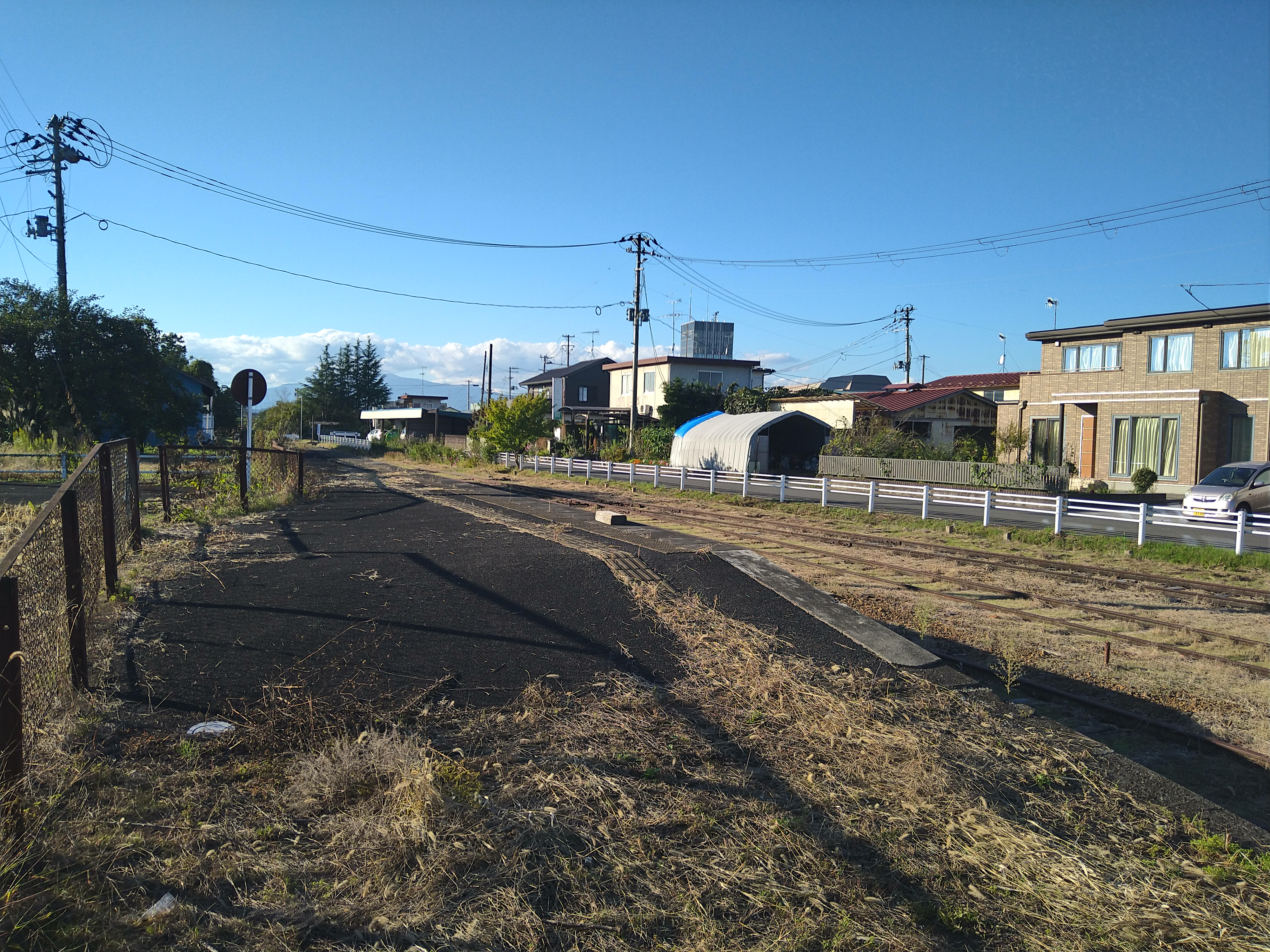
沢辺駅ホーム遺構（2024年）

2005年（平成17年）の合併まで存在した金成町の中心的な駅であり、くりはら田園鉄道線の中では数少ない有人駅であった。また、この駅では末期まで列車交換が行われた。
国道4号・東北自動車道と近いことから、鉄道と自動車交通の結節点となり、駅前からバスが発着した。国鉄バスも発着していたことから、窓口は（自）沢辺駅（自動車駅）としての営業もあった。
1968年（昭和43年）には仙台盛岡急行線が新設され、当駅には特急バスも発着するようになったが、JRバスによる運行は1999年（平成11年）に廃止、東日本急行・ミヤコーバスも当線の廃止を機に乗り入れを取りやめ、バスターミナル機能は金成総合支所前（東日本急行は金成庁舎前）へと移された。東北新幹線のくりこま高原駅と連絡するバス「栗夢号しゃとる」は1997年（平成9年）3月25日から運行を開始し、2006年（平成18年）9月30日をもって廃止された。
現在は遺構として交換駅の名残となる3列分の線路とホーム、駅前広場が残る。

## 歴史
- 1921年（大正10年）12月20日：開業。
- 1987年（昭和62年）3月31日：貨物取扱廃止[4]。
- 2007年（平成19年）4月1日：廃止。

## 駅構造
2面3線のホームを持つ地上駅。線路は東西に走り、木造の駅舎を南側に設置、出入口はこの一箇所であって、北側へは駅の西にある構内踏切を渡って通行した。駅舎の前に駅前広場がある。
開業時に建てられ、廃止まで使われた木造駅舎は、若柳駅と同じ設計図で作られたもので、外観も同じであった。廃止後しばらくは駅舎がその姿をとどめていたが、のちに解体された。解体後の部材は、保存活動の拠点となる若柳駅駅舎の復元に活用された。

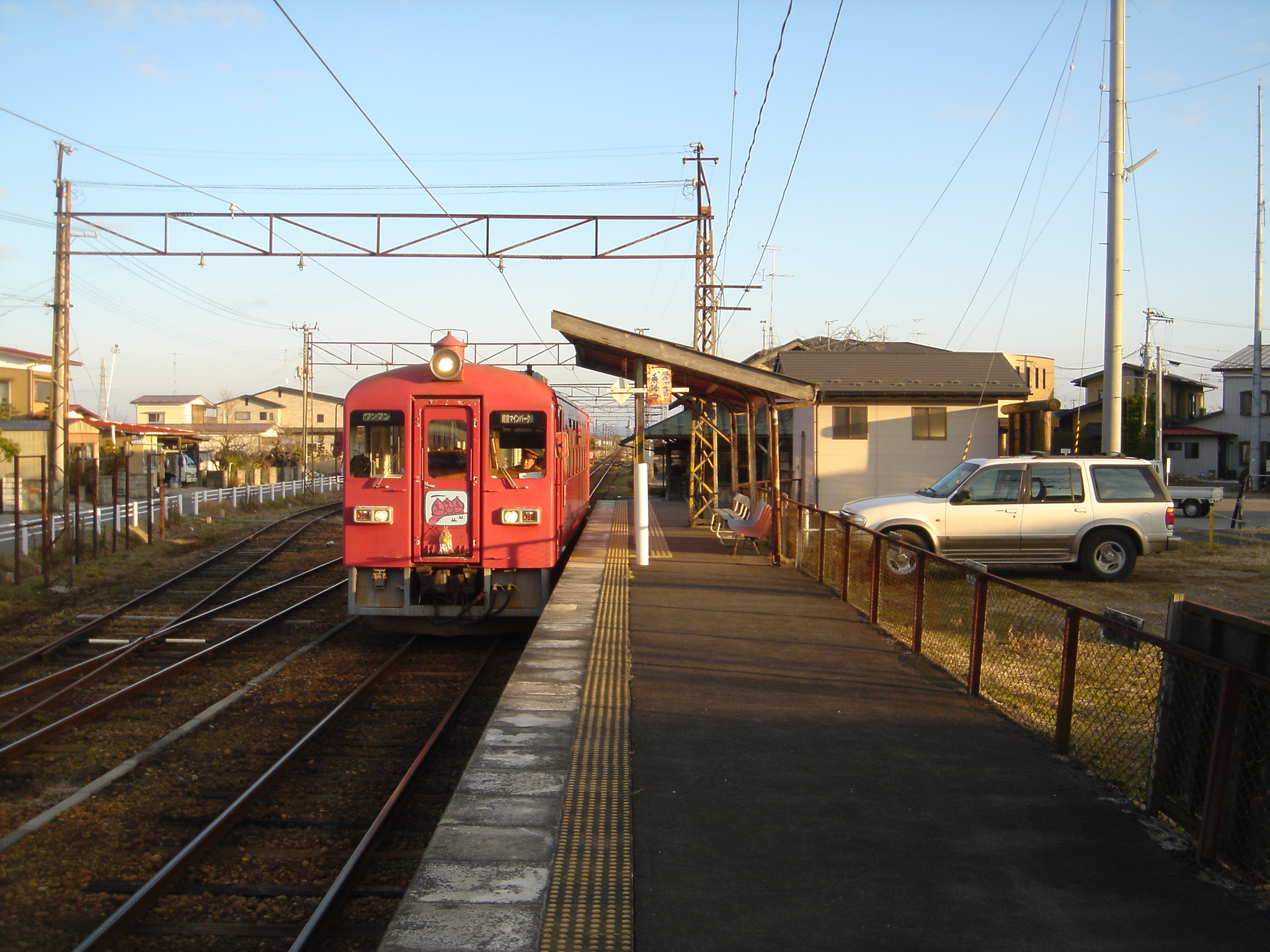
ホーム（2007年1月、下り線のりば）
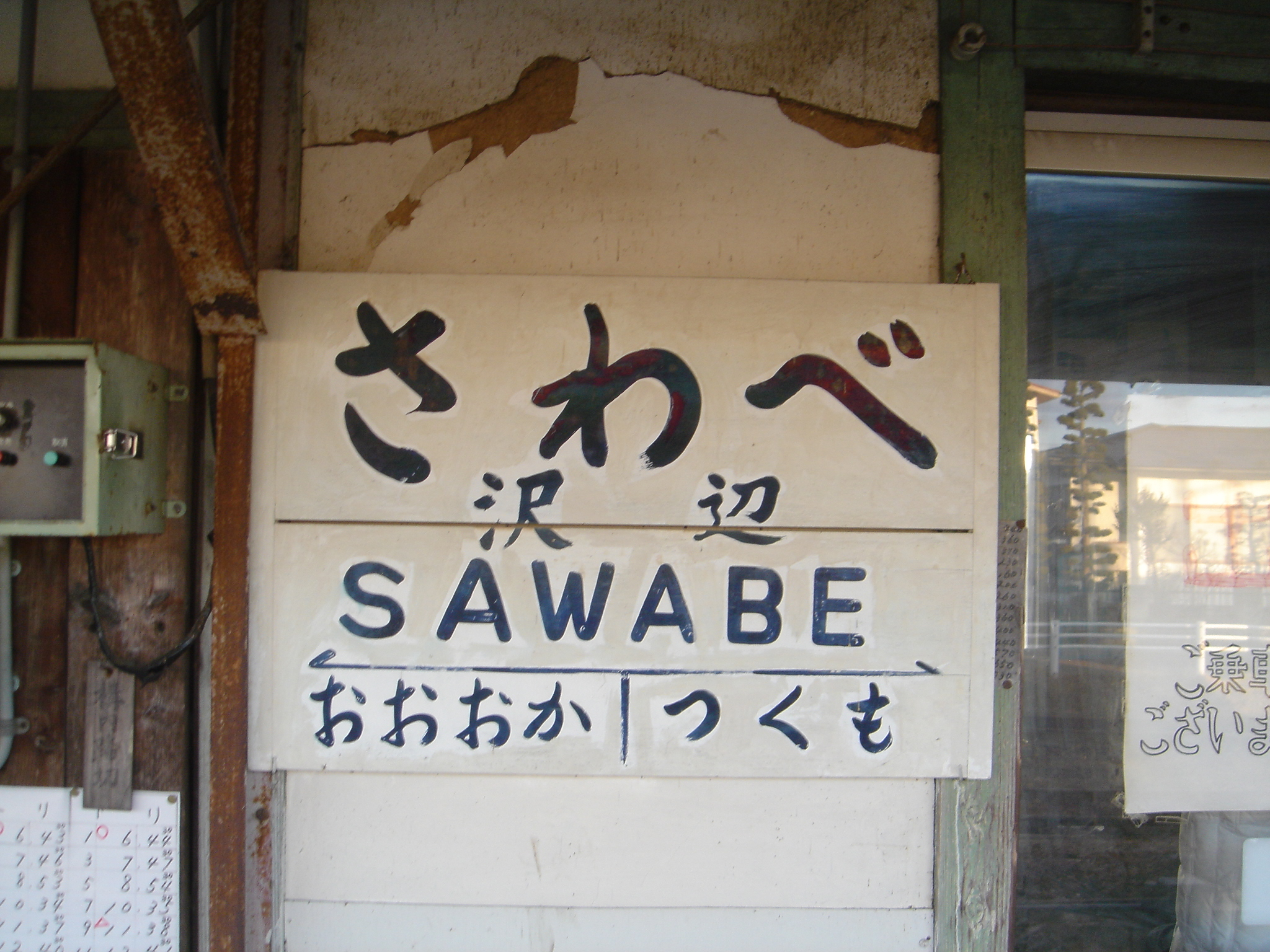
駅名標（2007年1月）

## 駅周辺
駅の周辺は沢辺の市街地である。西から南東に流れる三迫川の北岸に近い。西約1キロメートルに達田橋があり国道4号を渡す。この橋から駅までが沢辺の町の中心となる商店街である。駅の北西約500メートルの町はずれに栗原市役所金成総合支所があり、2005年（平成17年）の合併まで金成町役場であった。水田地帯を隔てて北に約1キロメートルに金成の市街地の端がかかり、金成の中心部までは駅から約1.5キロメートル離れている。

## 隣の駅
くりはら田園鉄道
くりはら田園鉄道線
大岡駅 - 沢辺駅 - 津久毛駅